# Serart
Serart ist ein Kollaborationsalbum der beiden armenischen Musiker Serj Tankian (Sänger der Metal-Band System of a Down) und dem Multiinstrumentalisten und Folk-Musiker Arto Tunçboyacıyan. Es war die erste Veröffentlichung auf Tankians Label Serjical Strike.
Serart ist derzeit die einzige Veröffentlichung dieser Zusammenarbeit, die sich auch Serart nennt. 2008 kündigte Tunçboyacıyan ein zweites Album an, jedoch erschien bisher kein weiteres.
Das Album wurde am 21. April 2009 wiederveröffentlicht.

## Titelliste
1. Intro   (Tankian) 0:38
2. Cinema   (Tankian) 3:59
3. Devil’s Wedding   (Tunçboyacıyan) 4:08
4. The Walking Xperiment   (Tankian) 3:33
5. Black Melon   (Tunçboyacıyan) 3:36
6. Metal Shock   (Tunçboyacıyan) 0:31
7. Save the Blonde   (Tankian) 3:14
8. Love Is the Peace   (Tunçboyacıyan) 2:32
9. Leave Melody Counting Fear   (Tankian) 3:45
10. Gee-Tar   (Tankian) 1:11
11. Claustrophobia   (Tankian) 1:36
12. Narina  (Tunçboyacıyan, Jenna Ross) 5:31
13. Zumba   (Tunçboyacvyan) 0:53
14. Facing the Plastic   (Tankian) 3:46
15. If You Can Catch Me   (Tunçboyacıyan) 1:03
16. I Don’t Want to Go Back Empty-Handed   (Tunçboyacıyan) 4:08